# T'ovowz
 T'ovowz (in armeno Թովուզ?, traslitterato anche Tavush o Tovuz) è un comune dell'Armenia di 1 694 abitanti (2010) della provincia di Tavowš.